# 1733 en musique classique
| \| • Retour à la chronologie générale de la musique classique • \| |
| Grèce • Rome • Haut Moyen Âge • VIIIe siècle • IXe siècle • Xe siècle • XIe siècle XIIe siècle • XIIIe siècle • XIVe siècle • XVe siècle • XVIe siècle • XVIIe siècle XVIIIe siècle • XIXe siècle • XXe siècle • XXIe siècle |
| • Retour à la chronologie générale de la musique classique • |

| Années en musique classique : 1730 - 1731 - 1732 - 1733 - 1734 - 1735 - 1736    |
| Décennies en musique classique : 1700 - 1710 - 1720 - 1730 - 1740 - 1750 - 1760 |

## Événements
- 27 janvier : Orlando, opéra de Georg Friedrich Haendel est créé au King's Theatre  à Londres.
- 28 août : La Servante maîtresse (La serva padrona), opéra-bouffe de Pergolèse, créé à Naples.
- 1er octobre : Hippolyte et Aricie, tragédie lyrique de Rameau, créée à l'Académie royale de musique de Paris.
- Le Tafelmuzik de Georg Philipp Telemann ;
- Messe en si mineur de Jean-Sébastien Bach et cantates :
  - Frohes Volk, vergnügte Sachsen ;
  - Laßt uns sorgen, laßt uns wachen ;
  - Tönet, ihr Pauken! Erschallet, Trompeten!.
- L'arte del violino de Pietro Locatelli.
- L’Olympiade, mélodrame de Pierre Métastase.
- 6 sonates pour violon, de Montéclair.
- Pièces pour clavecin en sonates, de Montéclair.
- Querelle des Lullystes et des Ramistes.
- Durocher publie le dernier prélude non mesuré connu pour clavecin.
- Construction du Stradivarius Des Rosiers.

## Naissances

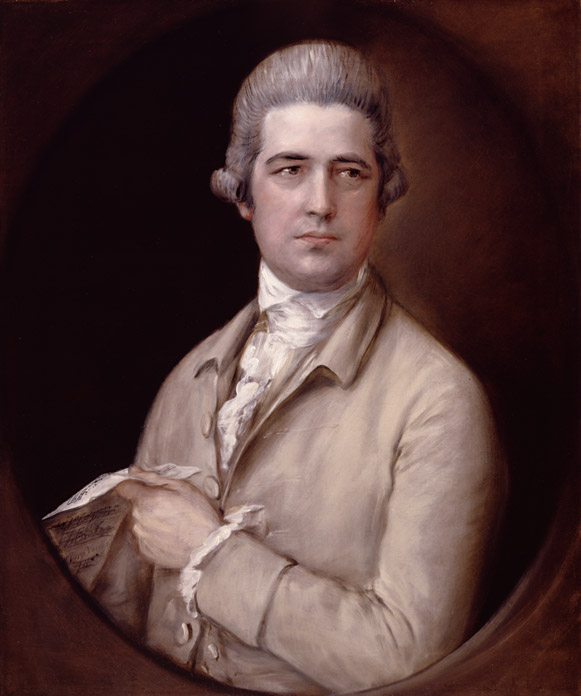
Thomas Linley le vieux

- 17 janvier : Thomas Linley le vieux, claveciniste, directeur de concert, professeur de chant et compositeur anglais († 19 novembre 1795).
- 24 janvier : Joseph Caillot, comédien et chanteur français († 30 septembre 1816).
- 1er mars : Josina van Boetzelaer, compositrice néerlandaise († 9 mars 1797).
- 2 avril : Giacomo Tritto, compositeur italien († 16 septembre 1824).
- 14 avril : Louis Compain, acteur et chanteur français († après 1790).
- 22 septembre : Anton Fils, compositeur allemand († 14 mars 1760).
- 19 octobre : Gottfried van Swieten, mécène et compositeur amateur hollandais († 29 mars 1803).
- 28 octobre : Ignaz von Beecke, compositeur allemand († 2 janvier 1803).

Date indéterminée :
- Anna Lucia de Amicis-Buonsolazzi, cantatrice italienne († 1816).
- Johann Christian Fischer, compositeur et hautboïste allemand († 29 avril 1800).
- François Krafft, claveciniste, pédagogue et compositeur belge († 1800).

## Décès

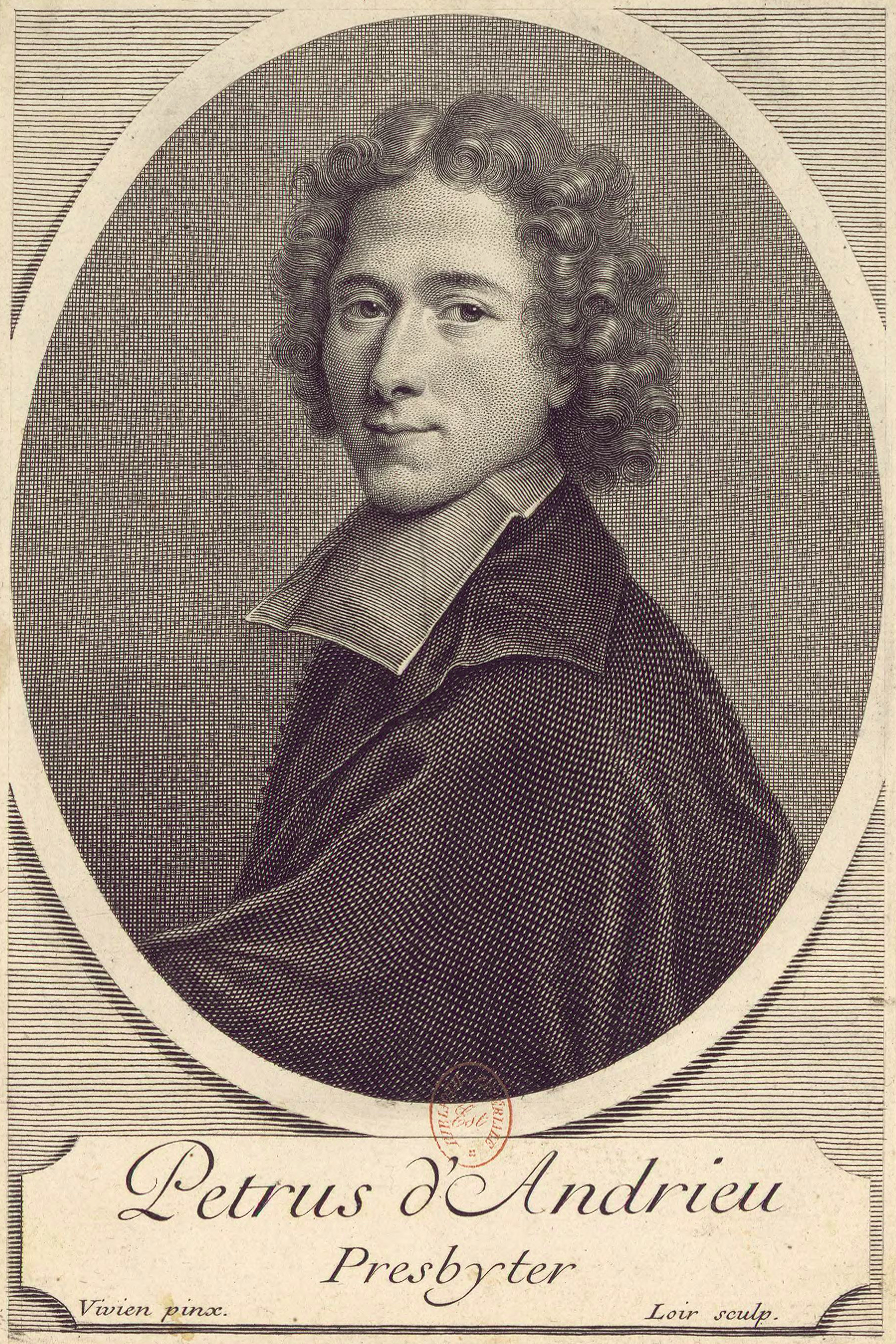
Pierre Dandrieu

- 26 février : Johann Adam Birkenstock, compositeur et violoniste allemand (° 1er février 1687).
- 29 mars : Miguel de Ambiela, compositeur espagnol (° 1666).
- 30 mars : Paris Francesco Alghisi, compositeur et organiste italien (° 19 juin 1666).
- 18 juin : Georg Böhm, compositeur, organiste et claveciniste allemand (° 2 septembre 1661).
- 2 juillet : Christian Petzold, compositeur et organiste allemand (° 1677).
- 24 août : Jean-Baptiste Moreau, compositeur français (° 1656).
- 11 septembre : François Couperin, compositeur français (° 10 novembre 1668).
- 14 octobre : Pietro Pariati, poète et librettiste d'opéras italien (° 27 mars 1665).
- 20 octobre : Pierre Dandrieu, compositeur et organiste français (° 21 mars 1664).

Date indéterminée
- John Gostling, chanteur à voix de basse (° 1644).